# Carl Vogt
August Christoph Carl Vogt (5 de julio de 1817 - 5 de mayo de 1895), fue un destacado científico alemán, filósofo, promotor de la ciencia y político que emigró a Suiza. Realizó varias aportaciones dentro de la zoología, la geología y la fisiología. También incursionó en la política, ya que fue miembro del Parlamento de Fráncfort, en Alemania, y más tarde se involucró en la política de Suiza.

## Primeros años
Vogt nació en Gießen (actual Alemania), hijo de Philipp Friedrich Wilhelm Vogt, profesor de clínica, y Louise Follenius. Su tío materno era Charles Follen. Entre 1833 y 1836 estudió medicina en la Universidad de Gießen y continuó su formación en Berna (Suiza), donde se doctoró en 1839. A continuación trabajó con Louis Agassiz en Neuchâtel.

## Carrera
Antes de publicar sus primeras obras científicas, en 1847, trabajó como profesor de zoología en la Universidad de Gießen, y en 1852, después de haber emigrado a Suiza, en la Universidad de Ginebra. Sus primeras publicaciones de zoología hablaban sobre la descripción de anfibios, reptiles, moluscos y crustáceos; también se ocupó de la fauna de invertebrados del Mediterráneo.
Vogt fue defensor del materialismo científico y el ateísmo, ávido a sostener debates públicos con oponentes filosóficos y científicos, tal como su obra Köhlerglaube und Wissenschaft de 1855, que tuvo cuatro reimpresiones el mismo año.
Firme partidario de la teoría de la evolución, Charles Darwin lo menciona por su nombre en la introducción de su libro El origen del hombre.
Fue el padre de William Vogt, que se hizo famoso por sus escritos sobre la masonería.

## Política
Representante de la izquierda en la Asamblea nacional de Frankfurt entre 1848-1849, Karl Vogt se vio obligado a exiliarse en Suiza por su apoyo a las revoluciones de 1848.
En 1859, publicó un panfleto Studien zur gegenwärtige Lage Europas, en el que sostuvo el punto de vista bonapartista en política externa.
En 1859-60 se enfrentó en una polémica con el filósofo y economista Karl Marx. Vogt escribió contra él, acusándolo de ser un agente policial. Marx le respondió en Herr Vogt, donde lo acusó de ser agente bonapartista.